# 福井県道142号松島若葉線
福井県道142号松島若葉線（ふくいけんどう142ごう まつしまわかばせん）は福井県敦賀市内を南北に結ぶ一般県道である。別名は「木崎通り」。

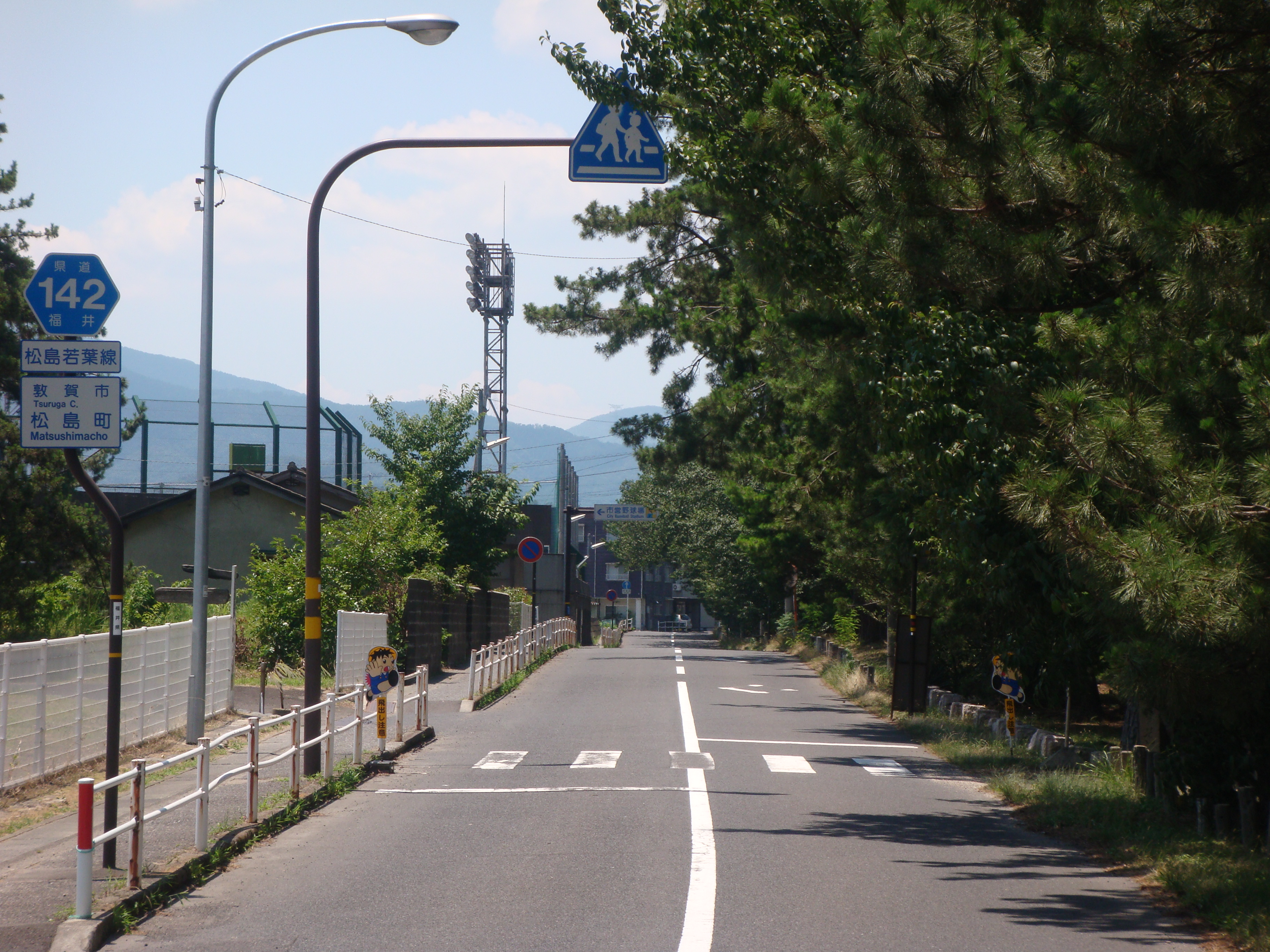
敦賀市松島町から同市松葉町側を望む（2011年（平成23年）撮影）

## 歴史・概要
敦賀市の東側を南北に走る国道8号と平行して、西側の市街地を縦断する敦賀市新市街を代表する県道である。昔からここには市内の山側と海側を結ぶ道として「木崎通り」と呼ばれる道があったが、近年の都市計画再編に伴い新しく福井県道142号が通され、そこが新たに「木崎通り」となった。ただし昔からある木崎通りも市道として存続しており明確に分けるために、市道側を「旧木崎通り」県道側を「新木崎通り」と呼ぶこともある。（ちなみに旧木崎通りは敦賀湾から滋賀県に右左折一切なく直進で入ることが出来る唯一の道である。ただし福井県道211号山櫛林線を経由し、県道が途絶えると黒河林道と呼ばれるダート林道になる）

### 路線データ
- 起点：福井県敦賀市松島町（松原公園（気比松原）東口）
- 終点：福井県敦賀市若葉町（国道27号交点）

## 接続道路
- 福井県道33号佐田竹波敦賀線（敦賀市松原町・松島交差点）
- 福井県道143号松原粟野停車場線（敦賀市松原町・松島交差点 -＜重複＞- 敦賀市平和町）
- 国道27号（金山バイパス:国道162号重複）（敦賀市若葉町二丁目・若葉交差点、終点）
- 福井県道210号余座若葉線（同上）

## 沿線
- 気比の松原
- 敦賀市立体育館
- 敦賀市立松陵中学校
- 敦賀警察署
- 敦賀市立中央小学校
- 日本海さかな街

## 別名
- 木崎通り（敦賀市）